# Малонова кислота
Мало́нова кислота́ (мета́ндикарбо́нова кислота, пропа́ндіо́ва кислота́), НООС-СН2-СООН — двоосновна гранична карбонова кислота. Як і всі дикарбонові кислоти, являє собою білу кристалічну речовину, розчинну у воді, з більш сильними кислотними властивостями, ніж одноосновні.
Солі та естери малонової кислоти називаються малонатами. Сік цукрового буряка, наприклад, містить малонат кальцію.
Вперше відкрита у 1858 році.

## Біохімія
У мітохондріальному синтезі жирних кислот (mtFASII) малонова кислота є вихідним субстратом, який перетворюється на малоніл-КоА за допомогою ацил-КоА-синтетази члена сімейства 3 (ACSF3) на першому етапі mtFASII.
Малонова кислота - це цитотоксин, який пригнічує цикл трикарбонових кислот шляхом інгібування сукцинатдегідрогенази. 

## Хімічні властивості
При взаємодії з оксидом фосфору дегідратується з утворенням діоксиду тривуглецю:
{\displaystyle {\ce {HOOC-CH2-COOH +P2O5 ->[t]O=C=C=C=O +H4P2O7}}}

### Реакції за участі карбоксильної групи
Має всі хімічні властивості, характерні для карбонових кислот. У водних розчинах розпадається на малонат-іон та протон:
{\displaystyle {\ce {HOOC-CH2-COOH <=>HOOC-CH2-COO- +H+}}}pKa = 2,86
{\displaystyle {\ce {HOOC-CH2-COOH <=> OOC-CH2-COO^2- +H+}}}pKa = 5,7
При нагріванні до 133-135°С декарбоксилюється з утворенням оцтової кислоти та вуглекислого газу:
{\displaystyle {\ce {HOOC-CH2-COOH ->[t]CH3-COOH +CO2}}}
Взаємодіє з тіонілхлоридом з утворенням повного чи неповного хлорангідриду малонової кислоти:
{\displaystyle {\ce {HOOC-CH2-COOH + SOCl2 ->O=CCl-CH2-CCl=O + SO2 + H2O}}} (повний хлорангідрид)
{\displaystyle {\ce {2HOOC-CH2-COOH + SOCl2 ->2O=CCl-CH2-COOH + SO2 + H2O}}} (неповний хлорангідруд)
При взаємодії з аміаком утворює аміди:
{\displaystyle {\ce {HOOC-CH2-COOH +2NH3 ->H2N-CO-CH2-CO-NH2 +2H2O}}}

### Реакції за участі метиленової групи
Внаслідок електроноакцепторної дії двох карбоксильних груп атоми гідрогену в метиленовій групі проявляють кислотні властивості. Тому вприсутності основ малонова кислота може утворювати не дільки діаніон, а й трианіон:
{\displaystyle {\ce {OOC-CH2-COO^2- <=>OOC-CH-COO^3- +H+}}}
Основи приєднуються до цієї кислоти, стаючи донорами електронної пари для протона. Такі солі (якщо там трианіон) можуть приєднувати альдегіди та кетони.Продукти цієї реакції під дією кислот утворюють ненасичені двоосновні карбонові кислоти, які при нагріванні декарбоксилюються, утворюючи одноосновні ненасичені карбонові кислоти:
У присутності червоного фосфору взаємодіє з бромом. У цій реакції утворюється 2-броммалонова кислота чи диброммалонова кислота:
{\displaystyle {\ce {HOOC-CH2-COOH +Br2 ->HOOC-CHBr-COOH +HBr}}}
{\displaystyle {\ce {HOOC-CHBr-COOH +Br2 ->HOOC-CBr2-COOH +HBr}}}

## Отримання
Основним способом одержання малонової кислоти є реакція ціаніду калію з хлорацетатом натрію. При кислотному гідролізі отриманого нітрилацетату натрію утворюється малонова кислота:
Інші способи:
- Окиснення циклопентадієну озоном[6]
- Окиснення 1,3-пропандіолу повітрям[6]

## Патологія
Коли підвищений рівень малонової кислоти супроводжується підвищеним рівнем метилмалонової кислоти, це може вказувати на часто невиявлене метаболічне захворювання, що поєднує малонову та метилмалонову ацидурію (CMAMMA). Розрахувавши співвідношення малонової кислоти до метилмалонової кислоти в плазмі крові, CMAMMA можна відрізнити від класичної метилмалонової ацидурії.